# طواف تونس
طواف تونس هو سباق دراجات يقام في تونس سنويا.